# Basston
Basston nennt man in der Tonsatz-Lehre den akustisch tiefsten Ton eines Klanges. Während in der Harmonielehre und Musiktheorie der Grundton als Prime des Referenztons ausgewiesen wird, ist der Basston der tatsächlich gespielte tiefste Ton. 
Übliche Basstöne sind natürlich die Prime, aber ebenso die Terz, Quint und Sept. Allerdings ist jeder Ton als Basston möglich. Häufig anzutreffen sind Basstöne wechselnd in der Prime und der Terz. 
Die Bassline, bestehend aus der Folge der Basstöne, beeinflusst maßgeblich die Musik an sich sowie die Harmonie und wird in der Lehre des Kontrapunkts vermittelt.